# Euptychia ocellata
Euptychia ocellata är en fjärilsart som beskrevs av Eugenio Giacomelli 1928. Euptychia ocellata ingår i släktet Euptychia och familjen praktfjärilar. Inga underarter finns listade i Catalogue of Life.